# Grób jeźdźca w Dobrocinie/Groß Bestendorf
Grób jeźdźca w Dobrocinie/Groß Bestendorf — pochówek szkieletowy (inhumacyjny) należący do kultury wielbarskiej, odkryty w 1924 w żwirowni na małym wzniesieniu pomiędzy wsiami Groß Bestendorf (dziś Dobrocin) i Wilmsdorf (dziś Wilamowo) w ówczesnych Prusach Wschodnich.

## Nazwa pochówku

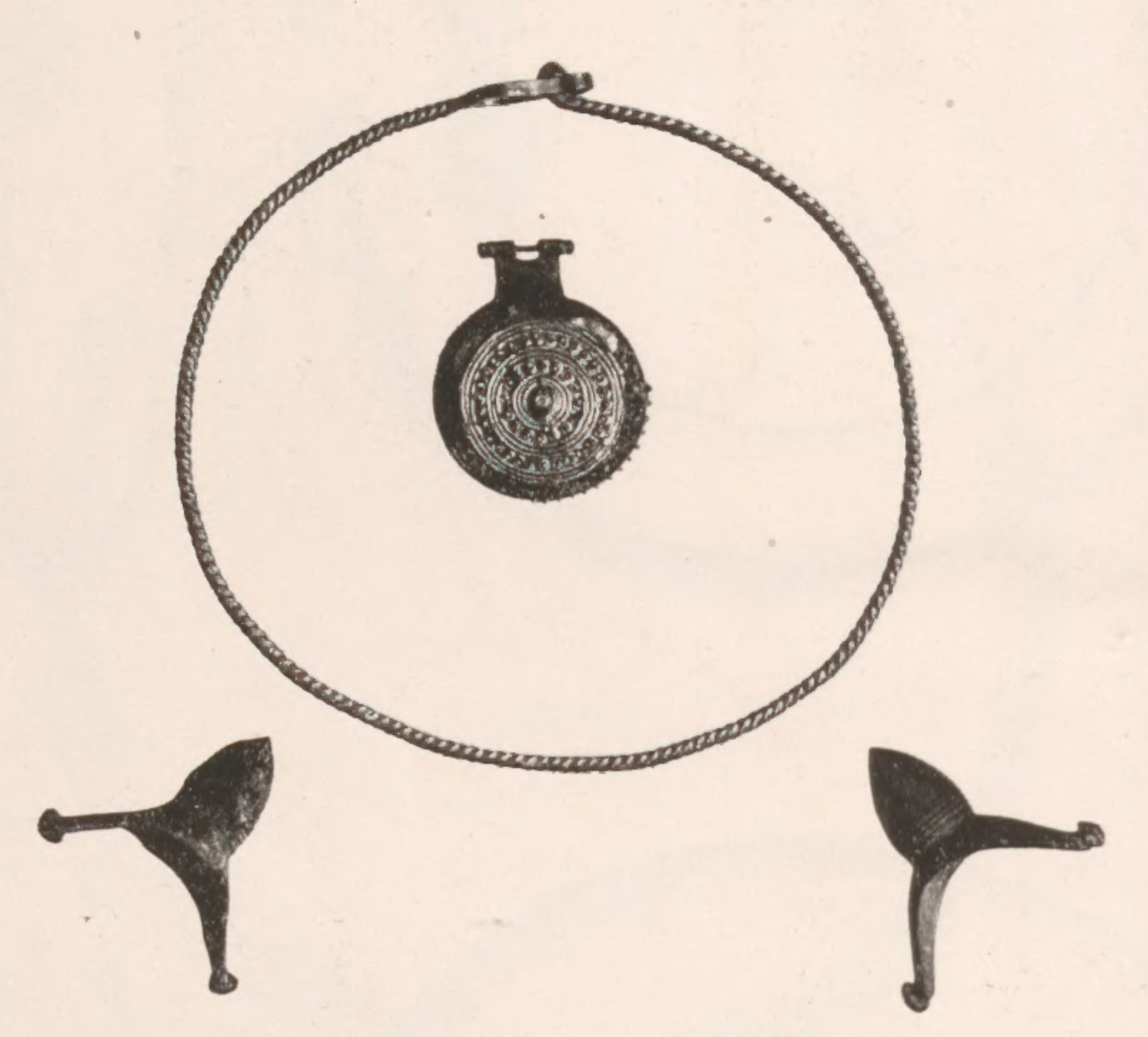
Przedmioty odnalezione w grobie

Mimo że dziś obszar, na którym dokonano odkrycia, należy do Wilamowa i znajduje się blisko Wilamówka, w literaturze przyjęto jako nazwę lokalizacji stanowiska archeologicznego Dobrocin/Groß Bestendorf. Czasami miejsce bywa mylnie identyfikowane jako Gardeja/Szlemno, gdzie w 1894 roku znaleziono podobne przedmioty.

## Odkrycie grobu
Odkrycie grobu nastąpiło pod koniec marca 1924, ale odpowiednią instytucję — Towarzystwo Starożytnicze Prussia (niem. Altertumsgesellschaft Prussia) w Królewcu — powiadomiono około miesiąca później. Powodem tego opóźnienia było nieprecyzyjne określenie prawa własności do znajdowanych zabytków w pruskiej tzw. Ustawie o wykopaliskach (niem. Ausgrabungsgesetz).
27 kwietnia 1924 roku Towarzystwo otrzymało list od Mazura, nauczyciela o nazwisku Hans Tiska (1892–1969) z miejscowości Ortelsburg (dziś Szczytno) informujący o przypadkowym odkryciu złota podczas wydobywania żwiru w celu naprawy drogi. Żwirownia leżała na gruntach folwarku Klein Wilmsdorf (dziś Wilamówko) należącego do barona Siegfrieda von der Goltz-Domhardta z Groß Bestendorf.

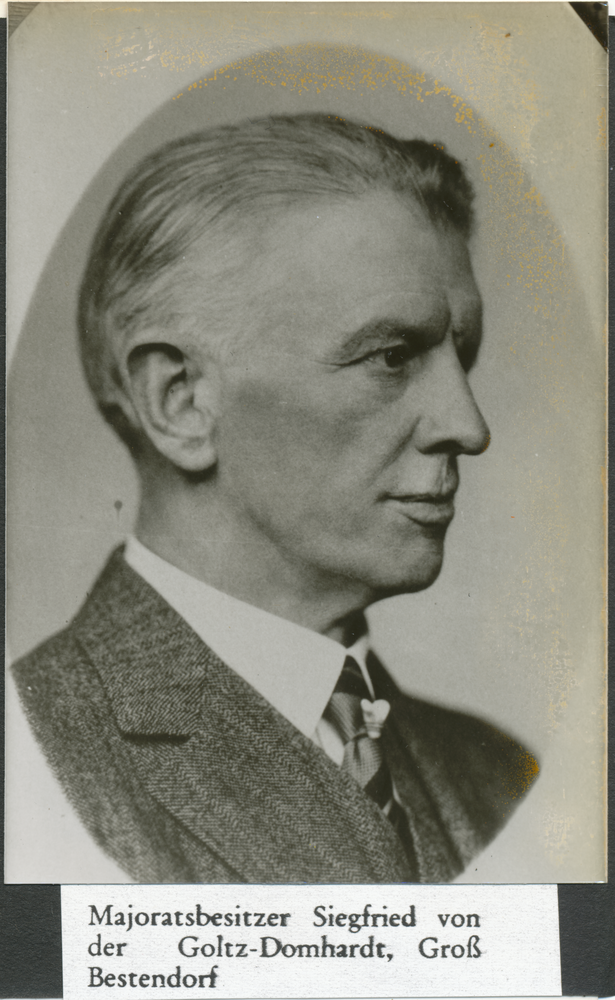
Siegfried von der Goltz-Domhardt

29 kwietnia odpowiedzialny za ochronę zabytków kulturalnych i historycznych (niem. Vertrauensmänner für kulturgeschichtliche Bodenaltertümer) archeolog Wilhelm Gaerte, dyrektor Muzeum Prus w Królewcu (niem. Prussia-Museum), a wkrótce także przewodniczący Towarzystwa, pojechał do Groß Bestendorf i dowiedział się, że odkrycie trzymane było w tajemnicy przez córkę Goltz-Domhardta. Znalezione w żwirowni złoto miało być bowiem prezentem na srebrną rocznicę ślubu jej rodziców, przypadającą pod koniec maja 1924 roku. Gaerte nie mógł pozyskać znalezisk dla Muzeum Prus, ale zdołał je tam wypożyczyć, gdzie zostały sfotografowane i opisane.
30 kwietnia Gaerte udał się na wzniesienie, gdzie w marcu dokonano znaleziska, około 400 metrów na południe od szosy, dzisiejszej drogi wojewódzkiej 519 i w podobnej odległości na północny wschód od leśnego skrzyżowania na północno-wschodnim skraju Gross Bestendorfer Forst (dziś Lasy Dobrocińskie), na południe od którego znajdowało się niegdyś jezioro. Odnalazł tam żwirownię o głębokości około 2,3 metra, długości 12 metrów i szerokości 3 metrów. Na głębokości około 2 metrów odkryto tam w marcu złoty naszyjnik, kapsułę z brązu pokrytą złotą blachą, dwie ostrogi z brązu i pozostałości szkieletu. Według inspektora Horna, obecnego podczas oględzin grobu, czaszka szkieletu zachowała się dość dobrze.
Żwirownia został rozkopana do tego stopnia, że inspektor Paul uznał dalsze badania za bezcelowe.

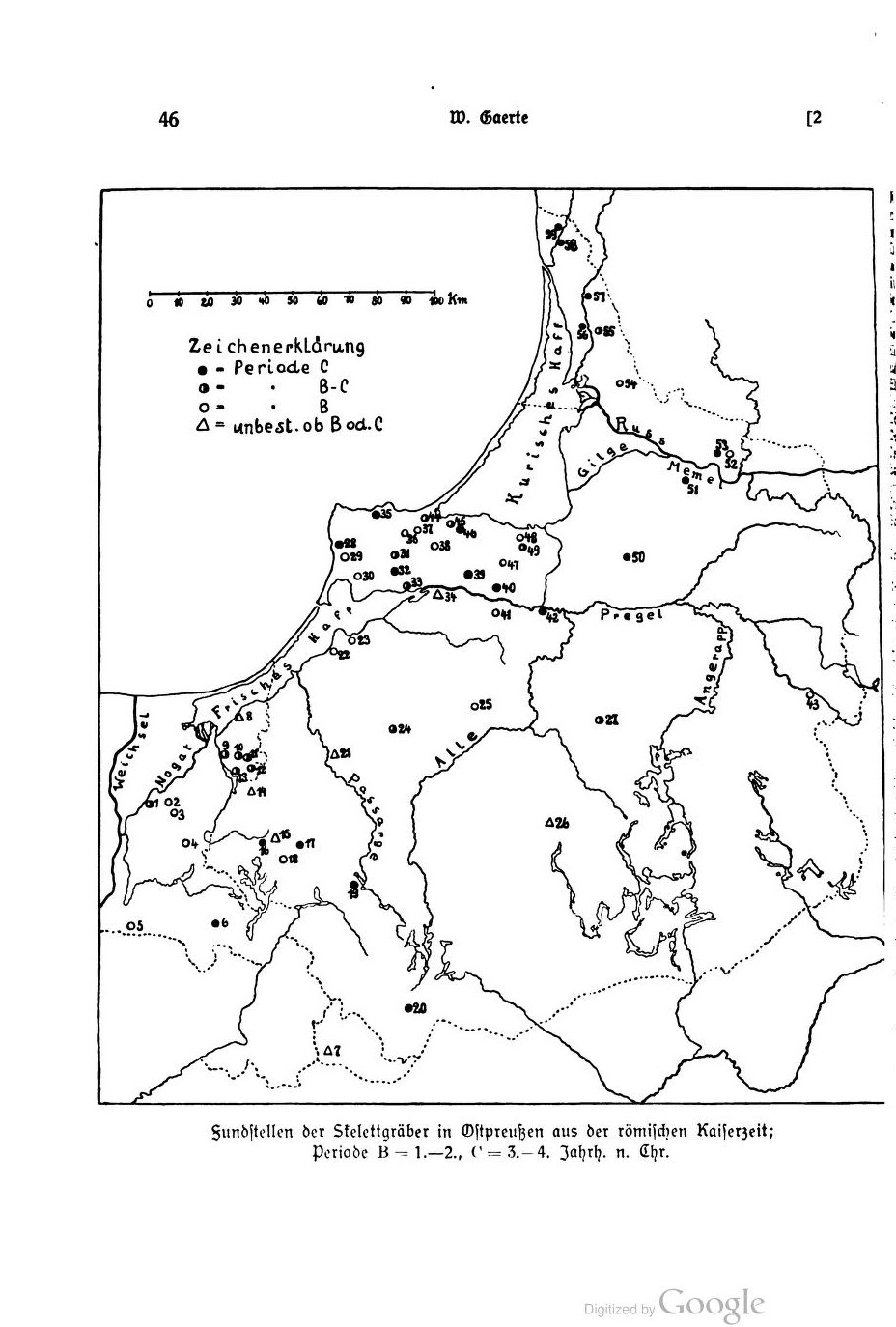
Miejsca pochówku z czasów rzymskich na terenie Prus Wschodnich - mapa z 1928. Dobrocin to numer 17

Paul poinformował Gaertego, że w okolicy znaleziono wcześniej garnki (Töpfe) i srebrny puchar (silberner Pokal) ukradzione przez służącego poprzedniego właściciela. Nie wiadomo jednak, czy informacje te są wiarygodne i czy mają jakikolwiek związek z odnalezionym pochówkiem szkieletowym. Pochówek ten uznawany jest za obiekt pojedynczy.
Czaszka szkieletu i opisane wcześniej przedmioty ze złota i brązu stały się własnością barona Goltz-Domhardta.

Zwyczaj pochówku, jaki tu panował, nawiązuje do rodzaju pochówku charakterystycznego dla Gotów-Gepidów, pomiędzy Wisłą a Pasłęką. Bogate wyposażenie pochówku wskazuje, że zmarły musiał za życia zajmować uprzywilejowaną pozycję wśród współplemieńców jako przedstawiciel elity, być może księcia.

Die Sitte der Beerdigung, die hier Anwendung gefunden hat, deckt sich außerdem mit der Begräbnisart, die den Goten-Gepiden zwischen Weichsel und Passarge eigentümlich war. Die reiche, wertvolle Totenausstattung weist schließlich darauf hin, daß der Tote bei Lebzeiten als Vertreter eines vornehmen Standes unter seinen Stammesgenossen eine bevorzugte Stellung, vielleicht die eines Gaufürsten, eingenommen haben muß.

## Przedmioty z grobu

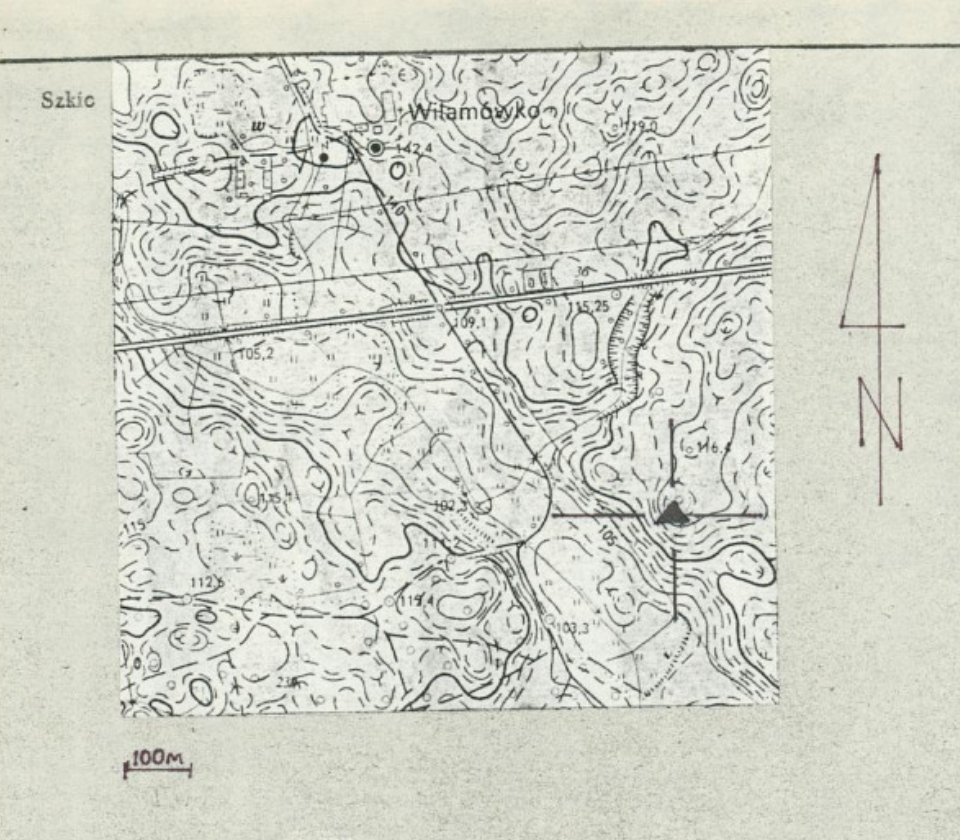
Miejsce odnalezienia grobu w polskiej dokumentacji - Wilamowo, stanowisko 31, 21–55/1

Dzięki temu, że naszyjnik i kapsuła potraktowane były po odkryciu jako własność prywatna i nie trafiły do zbiorów Muzeum Prus w Królewcu, których siedziba spłonęła pod koniec drugiej wojny światowej, przetrwały do naszych czasów. Na ich podstawie grób jest datowany na fazę C1b — 220/230 n.e.–260/270 n.e. (według systemu chronologii opracowanego przez Hansa Jürgena Eggersa i Kazimierza Godłowskiego).

### Złoty naszyjnik

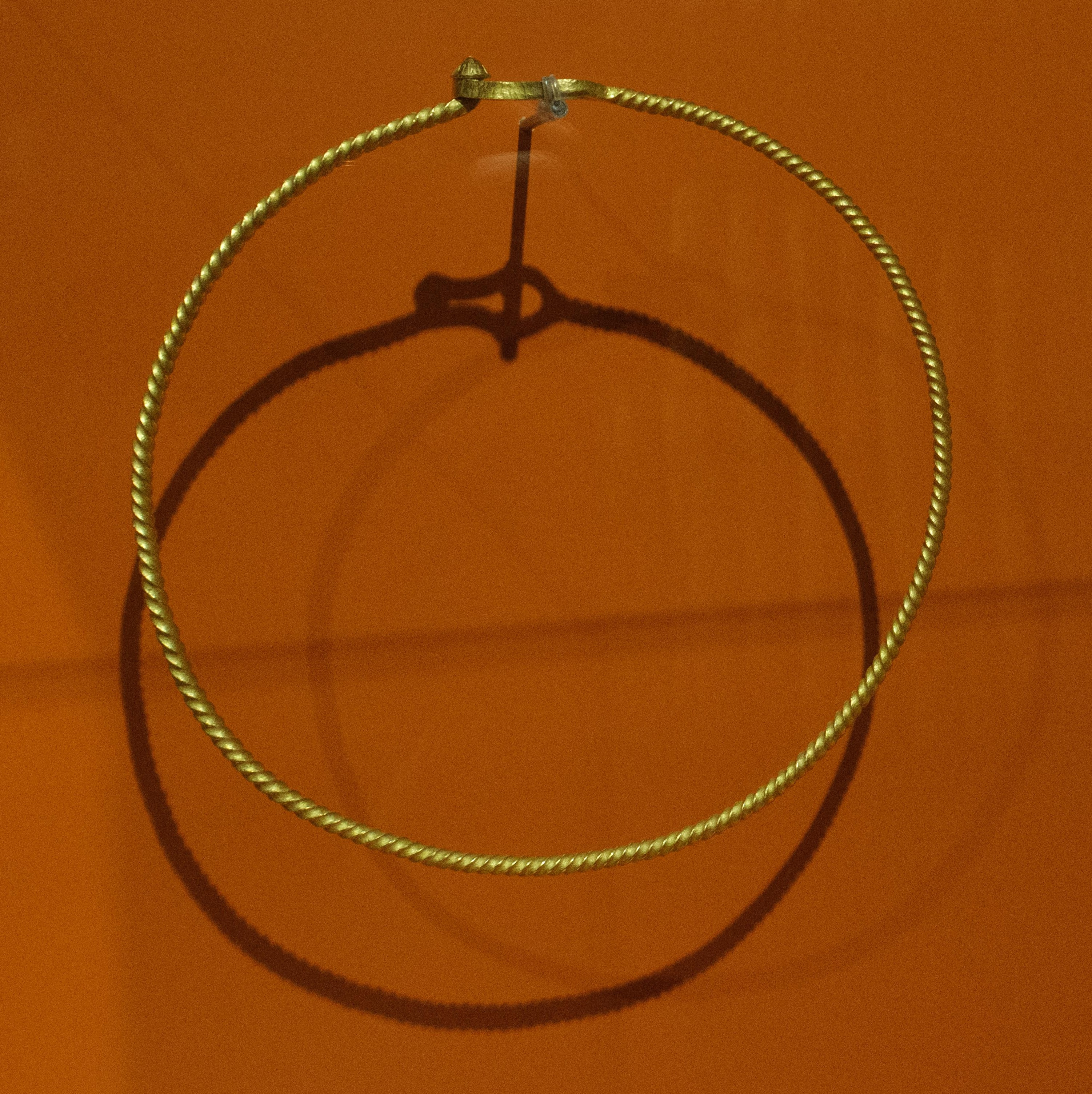
Złoty naszyjnik z grobu jeźdźca w Dobrocinie na wystawie w Muzeum Prus Wschodnich w Lüneburgu

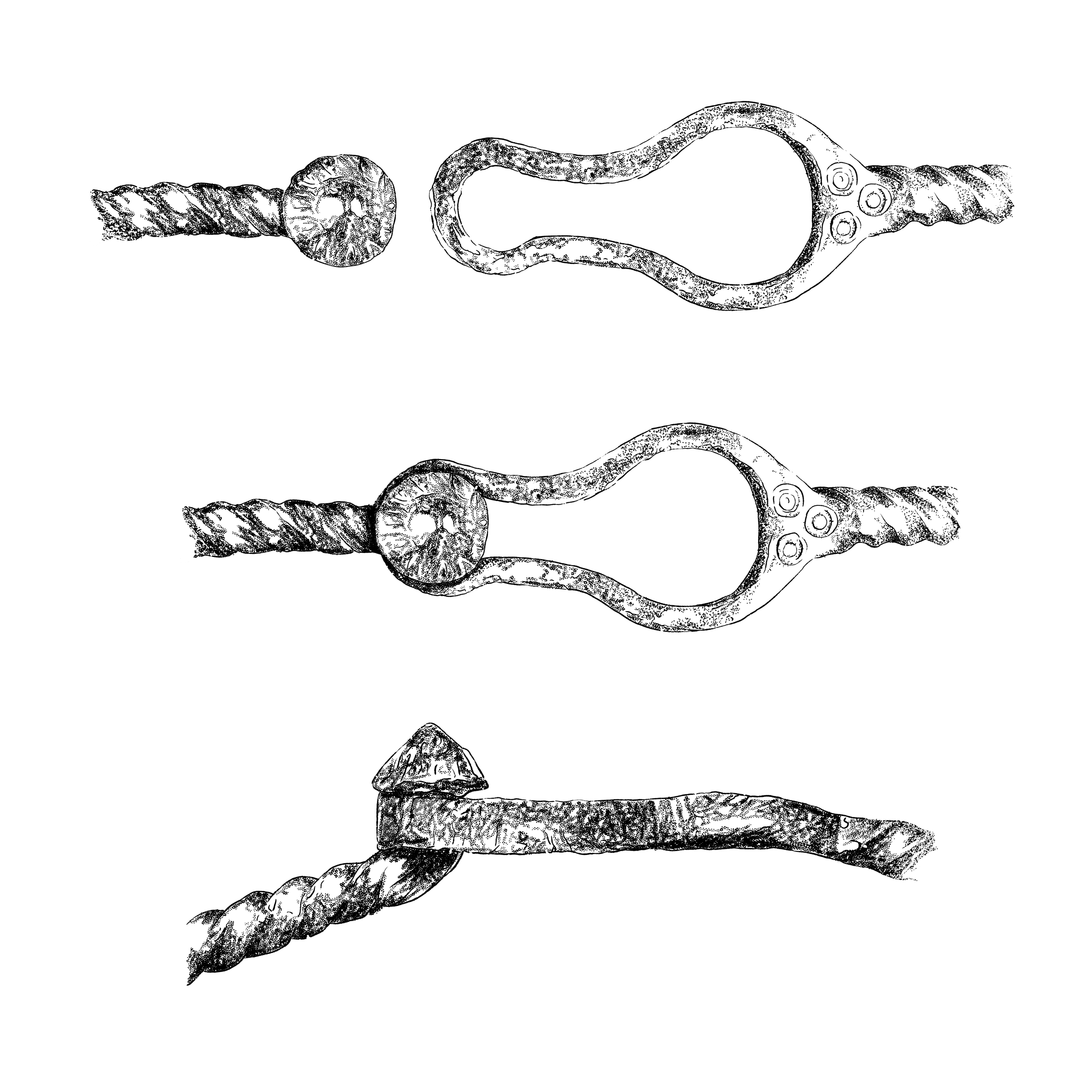
Zapinka złotego naszyjnika z Dobrocina

Złoty naszyjnik z Dobrocina jest największym i najcięższym spośród zachowanych w całości naszyjników typu ÄEG 376 (czyli złotych naszyjników tordowanych () z zapięciem gruszkowatym kultur wielbarskiej, przeworskiej czy luboszyckiej).
Naszyjnik z Dobrocina ma następujące rozmiary:
- średnica 182–185 mm,
- średnica przekroju obręczy 4,7–5,0 mm,
- płytka zapięcia o wymiarach około 37×17 mm,
- waga 151,2 g[4].

Klamra ma kształt gruszki lub ósemki. Stożkowaty guzek haczyka pokryty jest stempelkami w kształcie odwróconej litery V, a nasadę płytki zapięcia zdobią trzy odciski stempla o wzorze, który archeolog Adam Cieśliński opisuje jako współśrodkowe kółka z umieszczonym wewnątrz motywem półksiężycowatym. Oba te motywy znane są z kruszcowych ozdób skandynawskich z okresu wpływów rzymskich, również w przypadku naszyjników ze srebra lub brązu.
Złoty naszyjnik z Dobrocina znajduje się dziś w Muzeum Prus Wschodnich (niem. Ostpreußisches Landesmuseum) w Lüneburgu (numer inwentarza 8000/87a).

#### Inne naszyjniki typu ÄEG 376
Złote naszyjniki germańskie z czasów późnorzymskich uważane są przez badaczy za atrybut osób zajmujących najwyższe pozycje w hierarchii społecznej, być może elitarnych jeźdźców lub elitę wodzowską. Podobne naszyjniki znaleziono w m.in. Neudorf-Bornstein w Szlezwiku (tak samo jak dobrociński w grobie inhumacyjnym oraz z dwiema brązowymi ostrogami), w Gardei/Szlemnie, Czarnówku, Gęstowicach i Plebance (w grobach ciałopalnych, choć ten w Gardei/Szlemnie nie nosi śladów deformacji termicznej). Inny naszyjnik typu ÄEG 376 znaleziono w bagiennym stanowisku w Illerup we wschodniej Jutlandii. Kilkanaście pochodzi z Gotlandii i Olandii, inne z rejonu jeziora Melar we Wschodniej Szwecji i z Bornholmu.

### Kapsuła z brązu

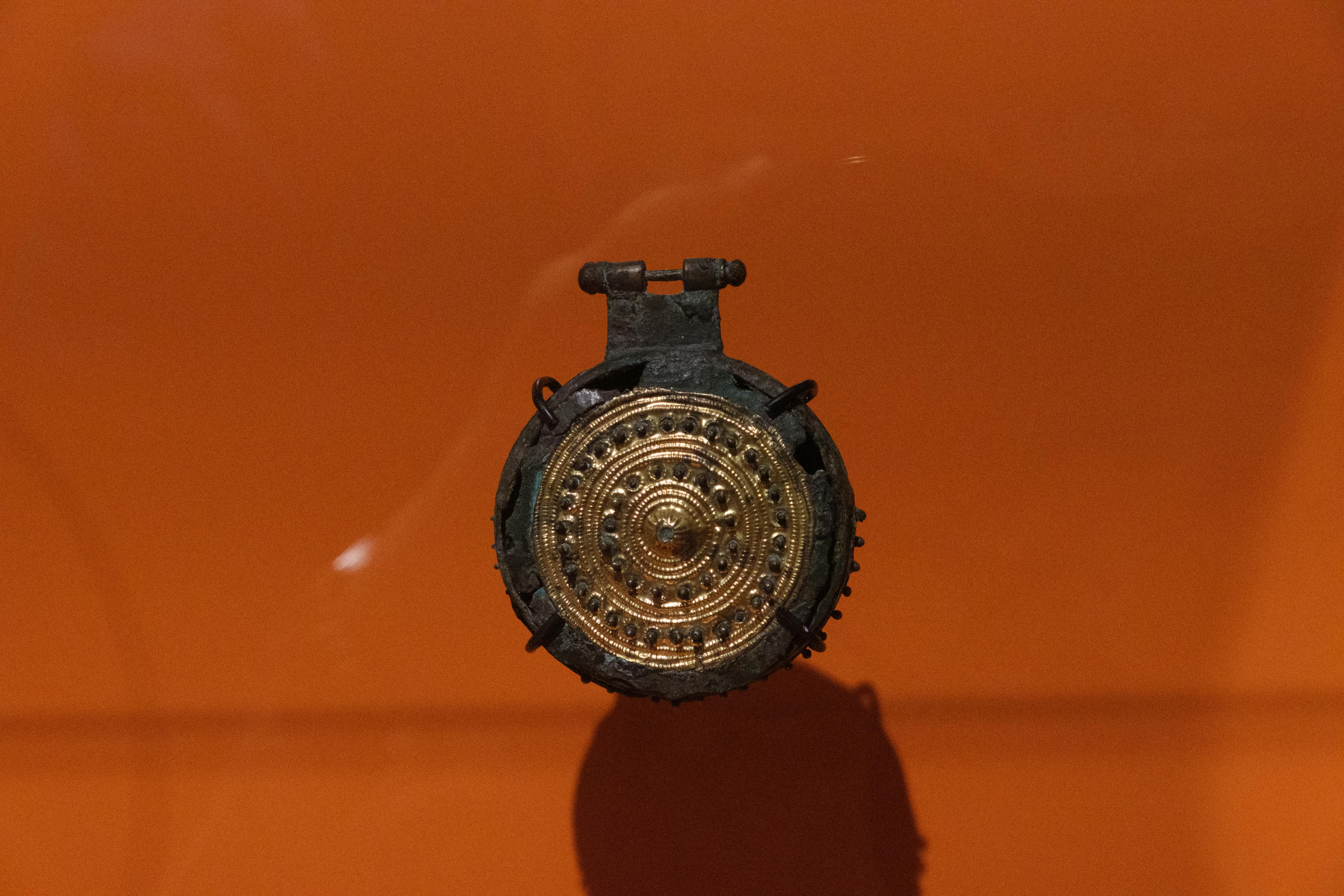
Kapsuła z brązu z grobu jeźdźca w Dobrocinie na wystawie w Muzeum Prus Wschodnich w Lüneburgu

W grobie znajdował się też przedmiot z brązu ze złotą blachą. Składa się on z dwóch krążków z brązu o średnicy 5,5 cm, pomiędzy którymi znajduje się pręt o szerokości 1,5 cm. Ze względu na stan zachowania nie da się z całą pewnością stwierdzić, jak części te były ze sobą połączone oraz czy przedmiot ten mógł być otwierany. Wydaje się jednak, że miał on podstawę z czymś w rodzaju szyjki, na której końcu znajduje się zawias. Długość tej podstawy wraz z szyjką i zawiasem wynosi 6,7 cm. Nad nią znajduje się element w kształcie opaski z okrągłą pokrywą, a na pokrywie z kolei leży złota blacha o grubości 2–3 mm z koncentrycznymi odciskami drutu perełkowanego, która została przymocowana srebrnymi nitami z profilowanymi łbami. Nity te ułożone są w dwa okręgi, zewnętrzny z 30, a wewnętrzny z 16 nitów. Każdy łeb nitu otoczony jest odciskiem drutu perełkowanego w złotej blasze. Pierwotnie pośrodku znajdował się inny, prawdopodobnie bardziej masywny nit. Wąska złota blacha zapinana na 25 srebrnych nitów znajduje się również w dolnej części opaski. Również tutaj główki nitów są otoczone wytłoczeniami drutu perełkowanego w kształcie pierścienia. Całość waży 44,6 g. Podstawa jest uszkodzona — znajduje się tam otwór.
Kapsuła z brązu z Dobrocina przechowywana jest dziś w Muzeum Prus Wschodnich w Lüneburgu (numer inwentarza 8000/87b).

#### Interpretacje

##### Wisiorek kapsułkowy

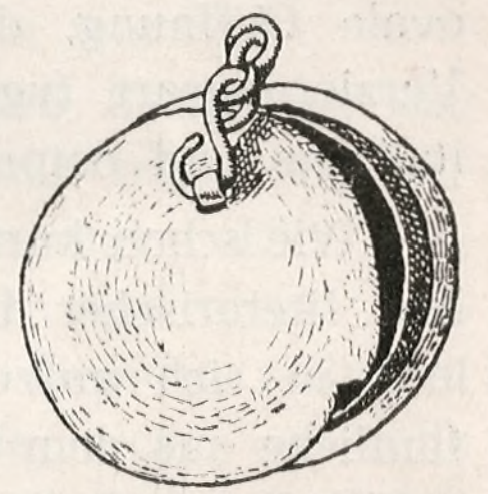
Trzeciowieczna kapsuła z Krosna pod Pasłękiem, o której pisał Gaerte

Gaerte uważał, że kiedyś częścią kapsuły był zawias, którego dziś brakuje, a który obracał się wokół podstawy. Opisał podobny przedmiot ze srebrnymi nitami znajdujący się w archiwum Muzeum Prus w Królewcu, pozbawiony informacji o tym, gdzie i jak go znaleziono, który określił mianem bulli. Odnotował, że inny podobny przedmiot, również bullę, odnaleziono w grobie kobiety z początku III wieku naszej ery w Crossen (Krosno koło Pasłęka), a więc również pomiędzy Wisłą a Pasłęką. Zdaniem Gaertego, kapsuła z Dobrocina, podobnie jak rzymska bulla, była wisiorkiem kapsułkowym i tak jest do dziś zazwyczaj interpretowana przez badaczy, na przykład Klausa Raddatza czy Clausa von Carnap-Bornheima. Byłaby zatem noszona na piersi, zawieszona na szyi, podobnie jak swoje rzymskie odpowiedniki, przechowując wewnątrz cenny przedmiot, być może amulet chroniący przed urokami. Gaerte spekulował, że w centrum pokrywy kapsuły pierwotnie mógł być osadzony kamień szlachetny. Opisał, jak według dokumentacji około roku 1500 w Meislatein (dziś Myślęcin) odnajdowano podobne przedmioty, w których wnętrzu odkrywano włosy, być może zmarłych osób.
Według Gaerte, kapsuła z Dobrocina pochodziła z północy Ukrainy, gdzie wschodniogermańskie plemię Gotów panowało od początku II wieku n.e. Jego zdaniem, Goci z Ukrainy ulegali wpływom rzymskim, bo utrzymywali dość bliskie relacje z imperium. Gaerte widział wpływy ukraińsko-gockie w innych przedmiotach odnalezionych pomiędzy Wisłą a Pasłęką, gdzie wschodniogermański lud mieszkał jeszcze w III i IV wieku naszej ery. Jednym z nich był jeździec pochowany w okolicach Dobrocina, w grobie o wyraźnym charakterze wschodniogermańskim, gocko-gepidzkim.

##### Zapinka pancerza lub okucie pasa
Choć Gaerte powoływał się na istnienie bulli o wielkości 4–6 cm odnalezionych we Francji, Hiszpanii i Anglii, Raddatz zauważył, że kapsule z Dobrocina brakuje podobieństw do konstrukcji typowych wisiorków (np. zawiasów), które ponadto mają zazwyczaj 1,5 cm średnicy.
Według Adama Cieślińskiego (i innych badaczy), grób w Dobrocinie należał do mężczyzny, bo znaleziono w nim parę ostróg. Wisiorki kapsułkowe w kulturze wielbarskiej pojawiają się natomiast zazwyczaj w grobach kobiecych. Cieśliński zauważa, że podobny kształt mają rzadkie germańskie zapinki do zbroi z Thorsberg, składają się one bowiem z dwóch krążków o średnicy 4,4 cm, łącznika i elementu zamykającego. W jednej z nich element zamykający ma konstrukcję zawiasową, podobną do tej dobrocińskiej. Być może kapsuła z Dobrocina była więc zapinką pancerza lub okuciem pasa. Cieśliński uważa, że kapsuła mogła pochodzić ze Skandynawii bądź stanowiła wytwór miejscowych warsztatów złotniczych, nawiązujący do złotnictwa północnoeuropejskiego.

### Dwie ostrogi i czaszka szkieletu
Zdaniem Gaertego, grzbiet kabłąka obu ostróg miał kształt daszka, a wygięty szenkiel, pusty w środku, miał dwanaście płaszczyzn i trzy–cztery rowki wokół zwężonej szyjki. Półkuliste guziki na końcach kabłąka służyły do przypinania paska. Uznał te ostrogi za wschodniogermańskie, mało wyszukane, pochodzące z końca III wieku naszej ery.
Źródła nie podają obecnej lokalizacji ostróg i czaszki.

## Galeria

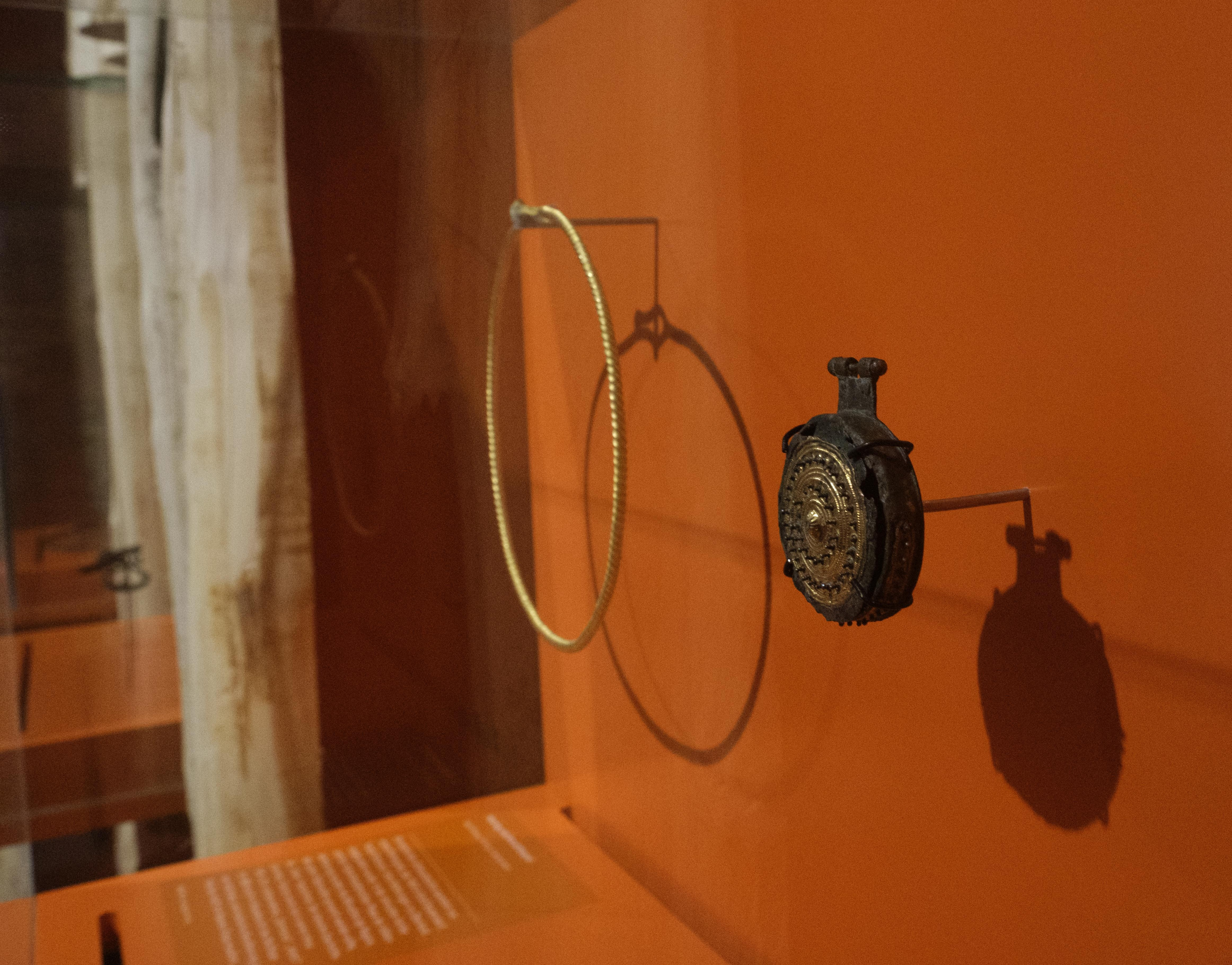
Złoty naszyjnik i brązowa kapsuła z grobu jeźdźca w Dobrocinie na wystawie w Muzeum Prus Wschodnich w Lüneburgu
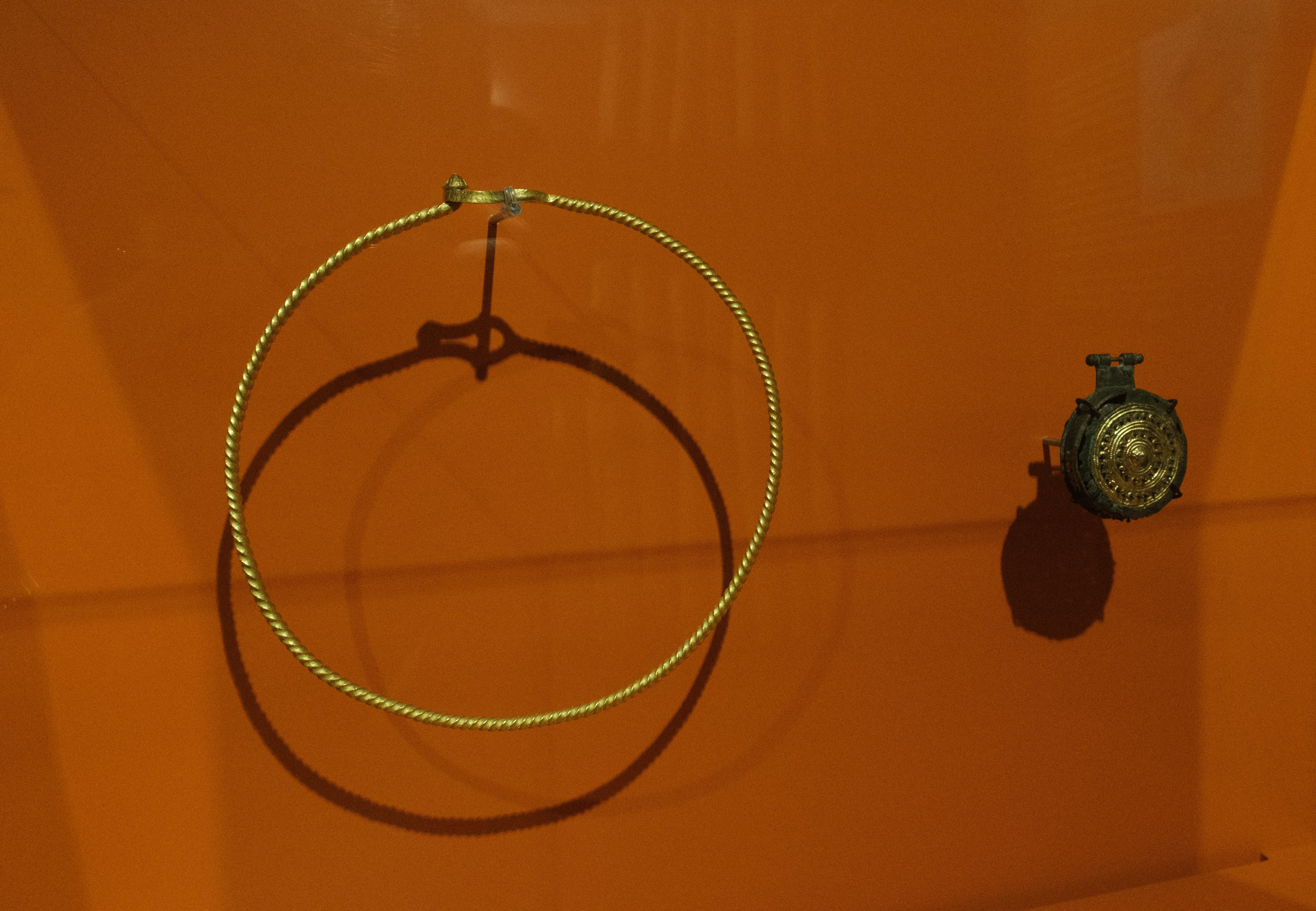
Złoty naszyjnik i brązowa kapsuła z grobu jeźdźca w Dobrocinie na wystawie w Muzeum Prus Wschodnich w Lüneburgu
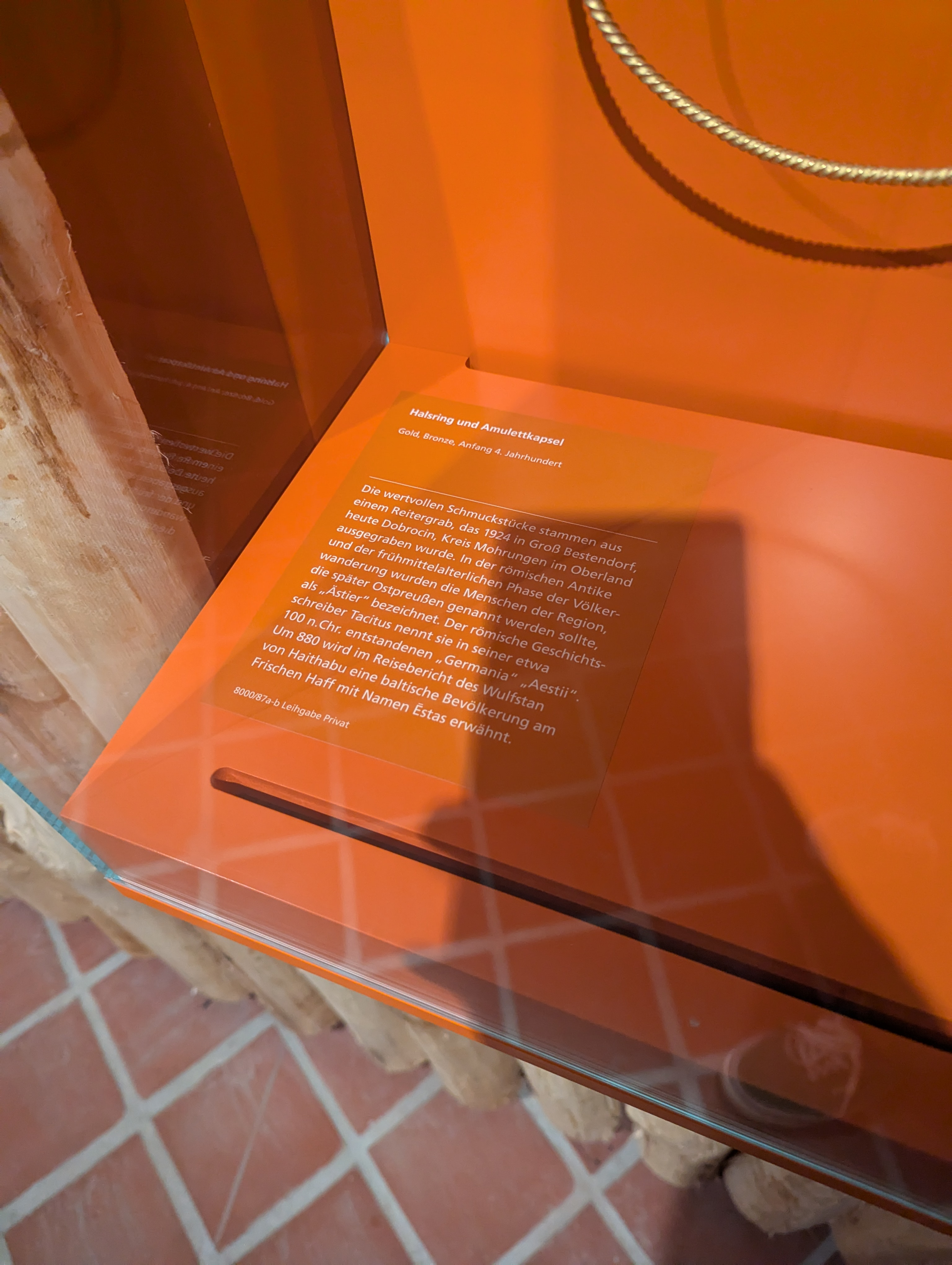
Opis złotego naszyjnika i brązowej kapsuły z grobu jeźdźca w Dobrocinie w Lüneburgu
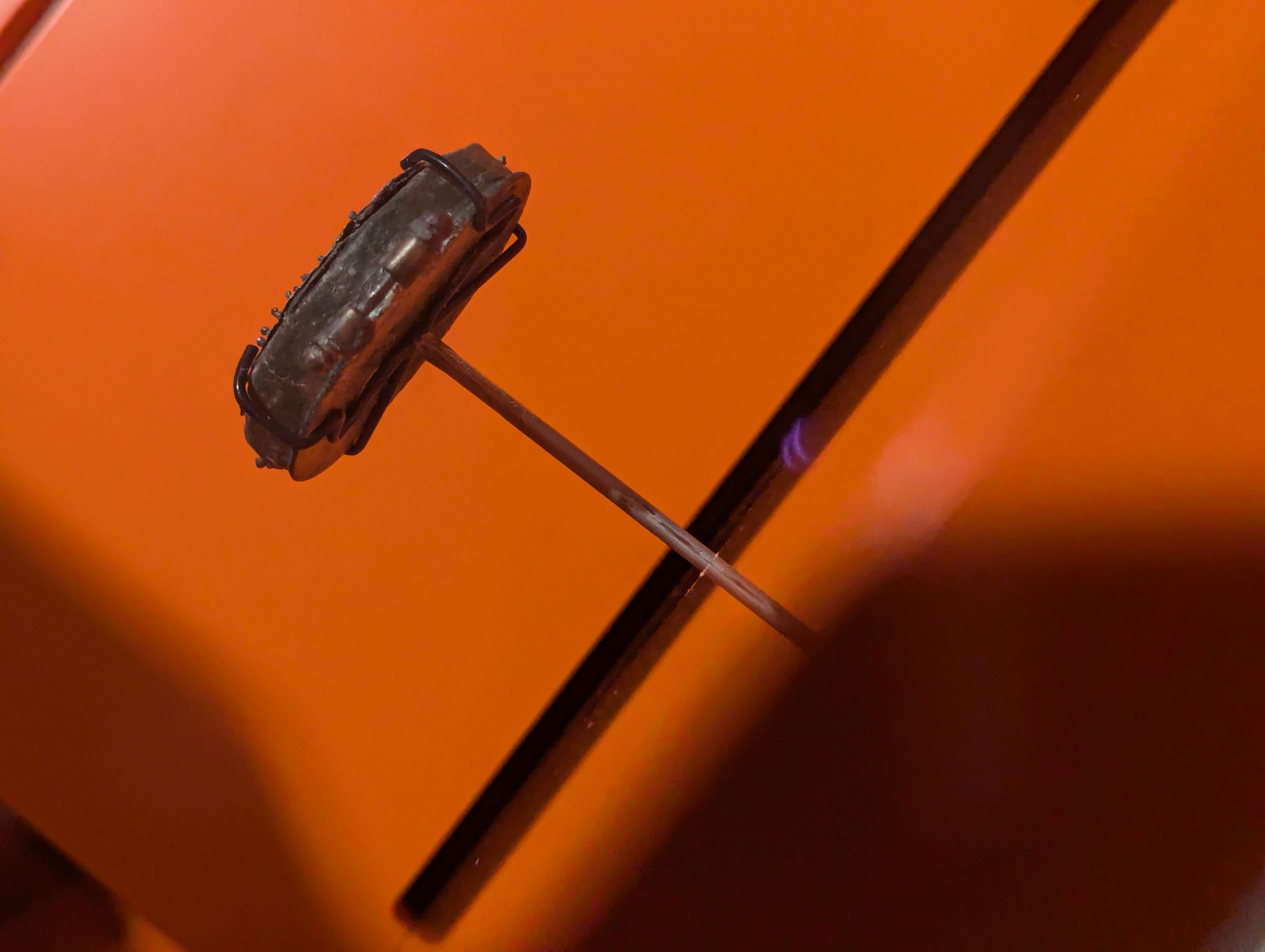
Góra kapsuły z brązu
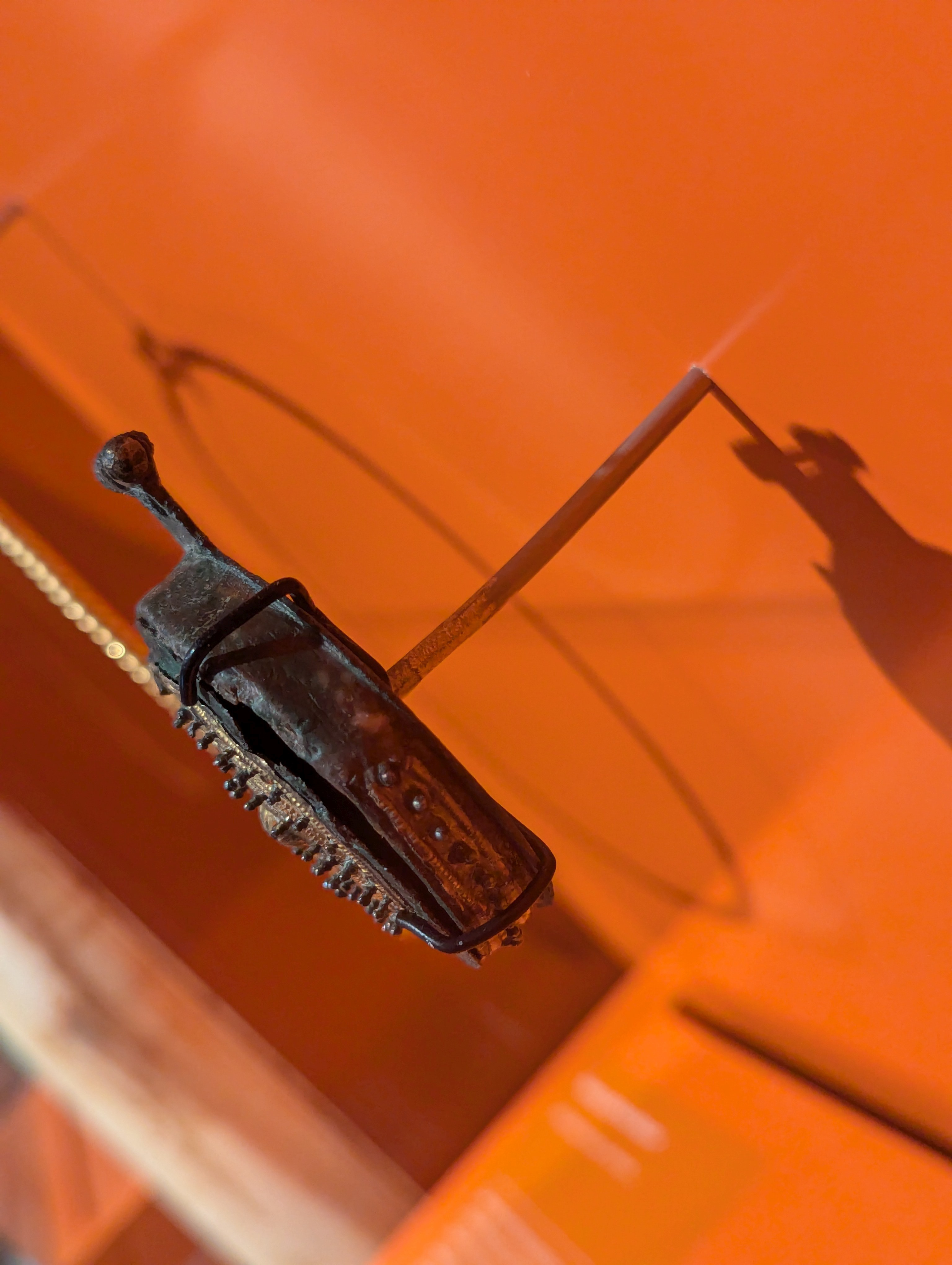
Lewy bok kapsuły z brązu
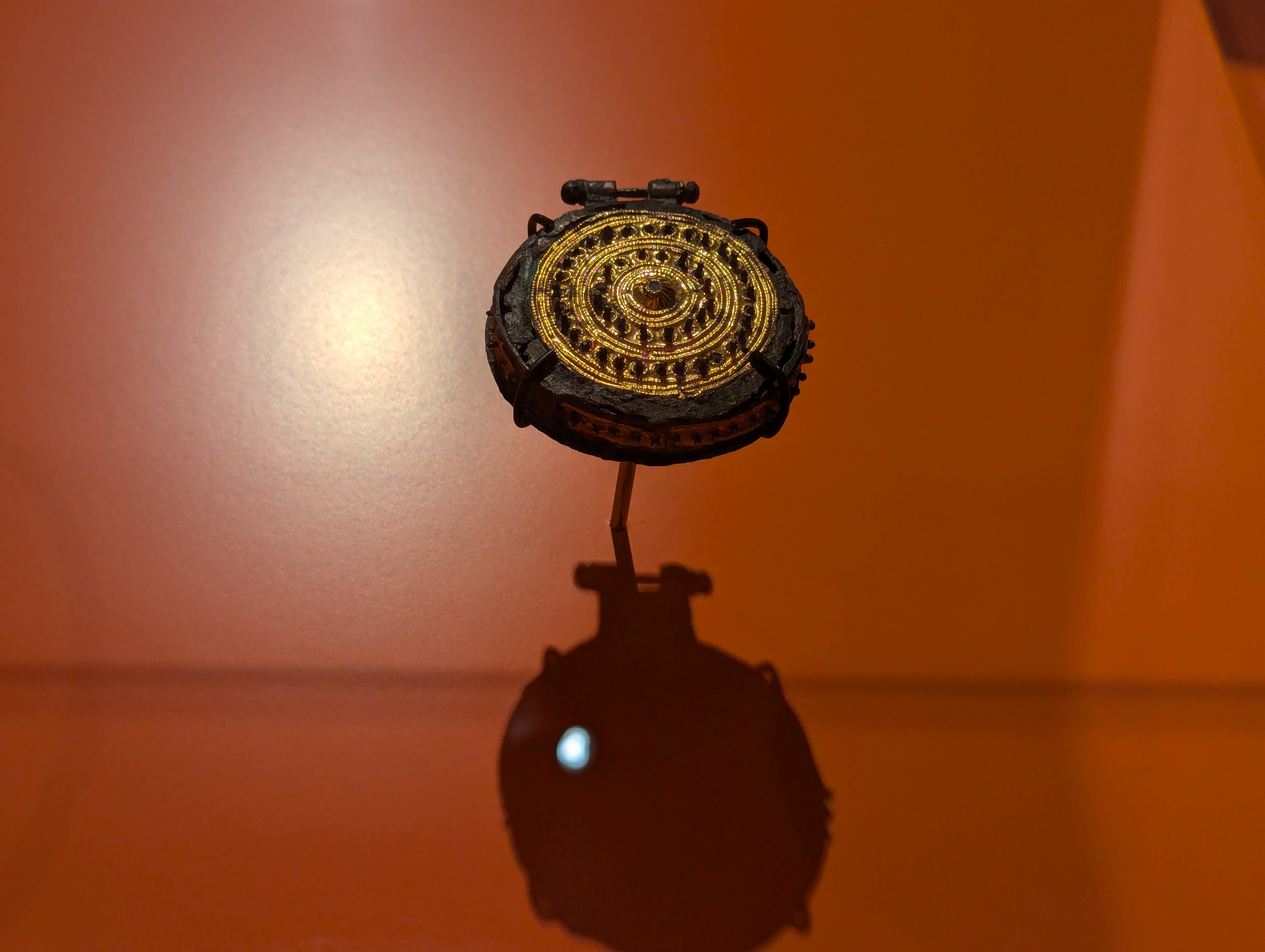
Spód kapsuły z brązu
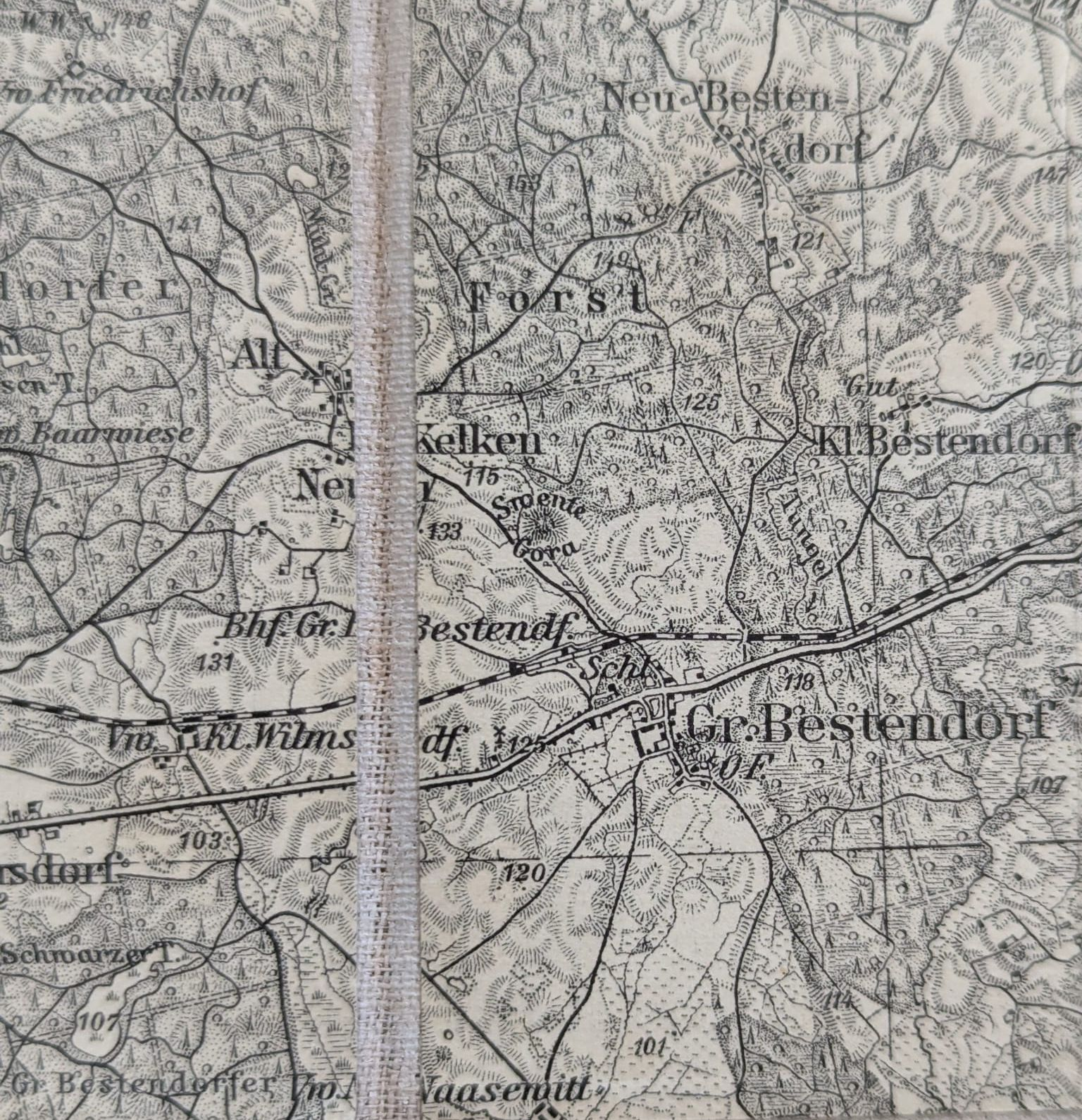
Fragment niemieckiej mapy z 1926 — okolice znaleziska w lewym dolnym rogu
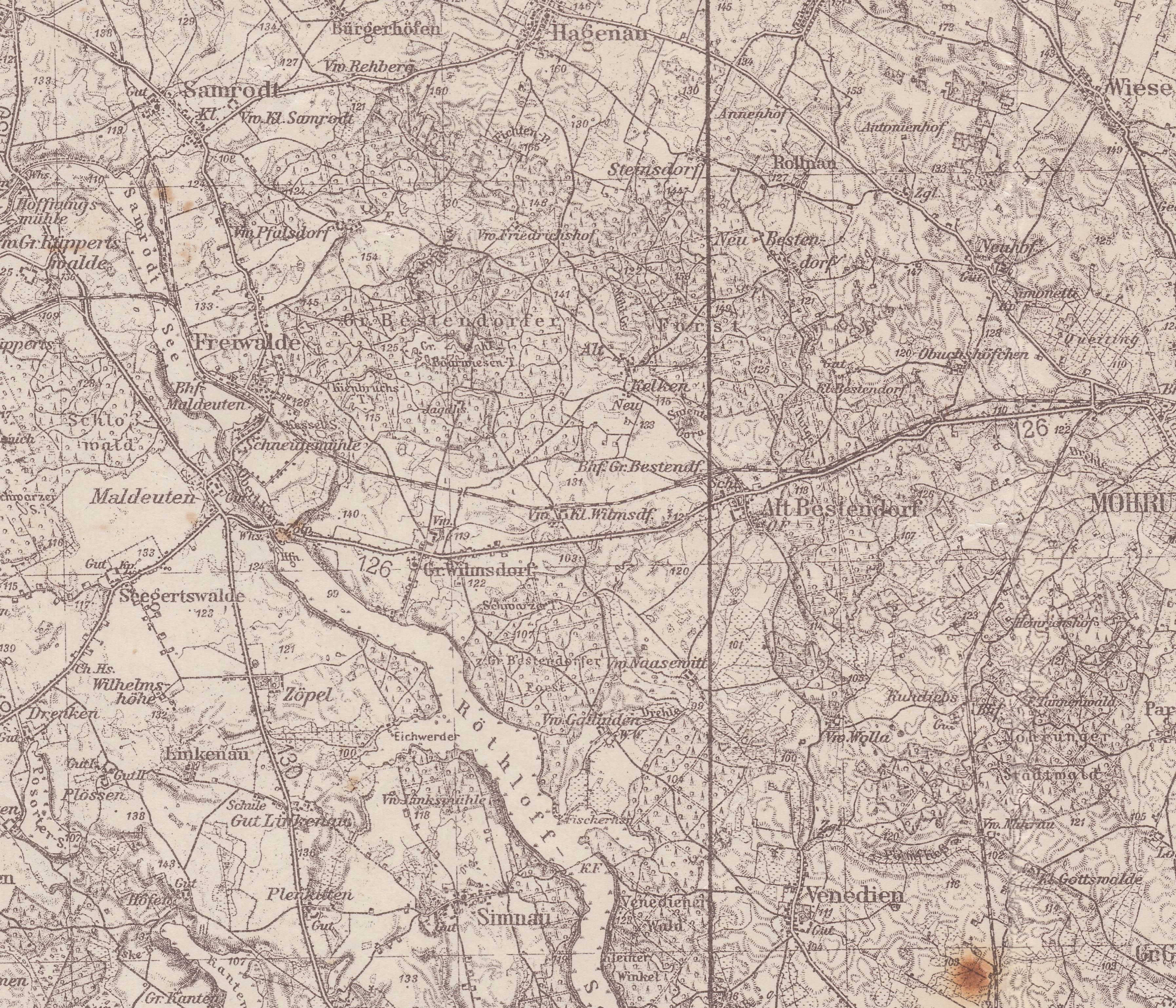
Fragment niemieckiej mapy z 1945 przedstawiający Lasy Dobrocińskie (niem. Gross Bestendorfer Forst) — okolice znaleziska w środku
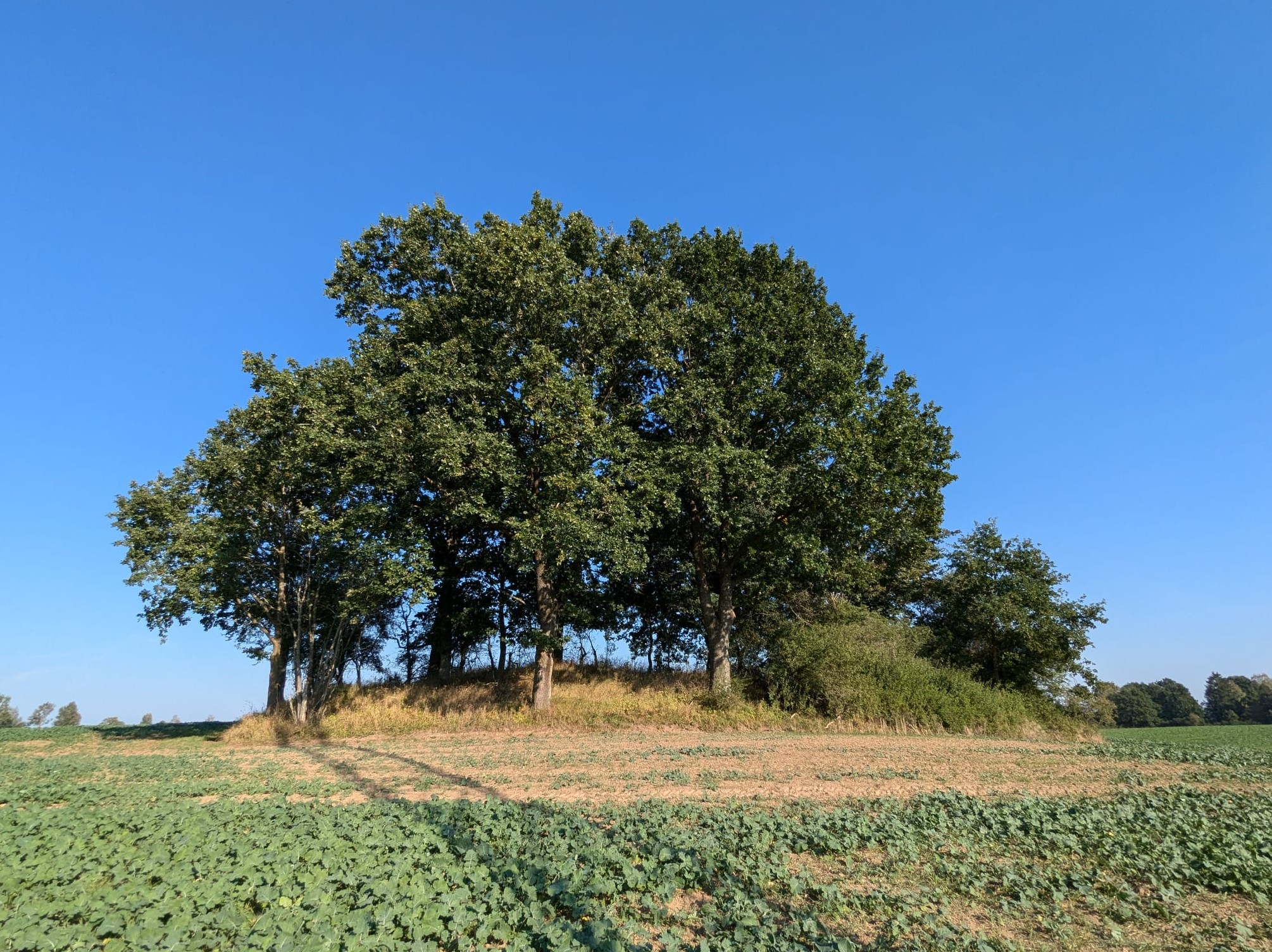
Wzniesienie, gdzie odnaleziono grób jeźdźca w Dobrocinie
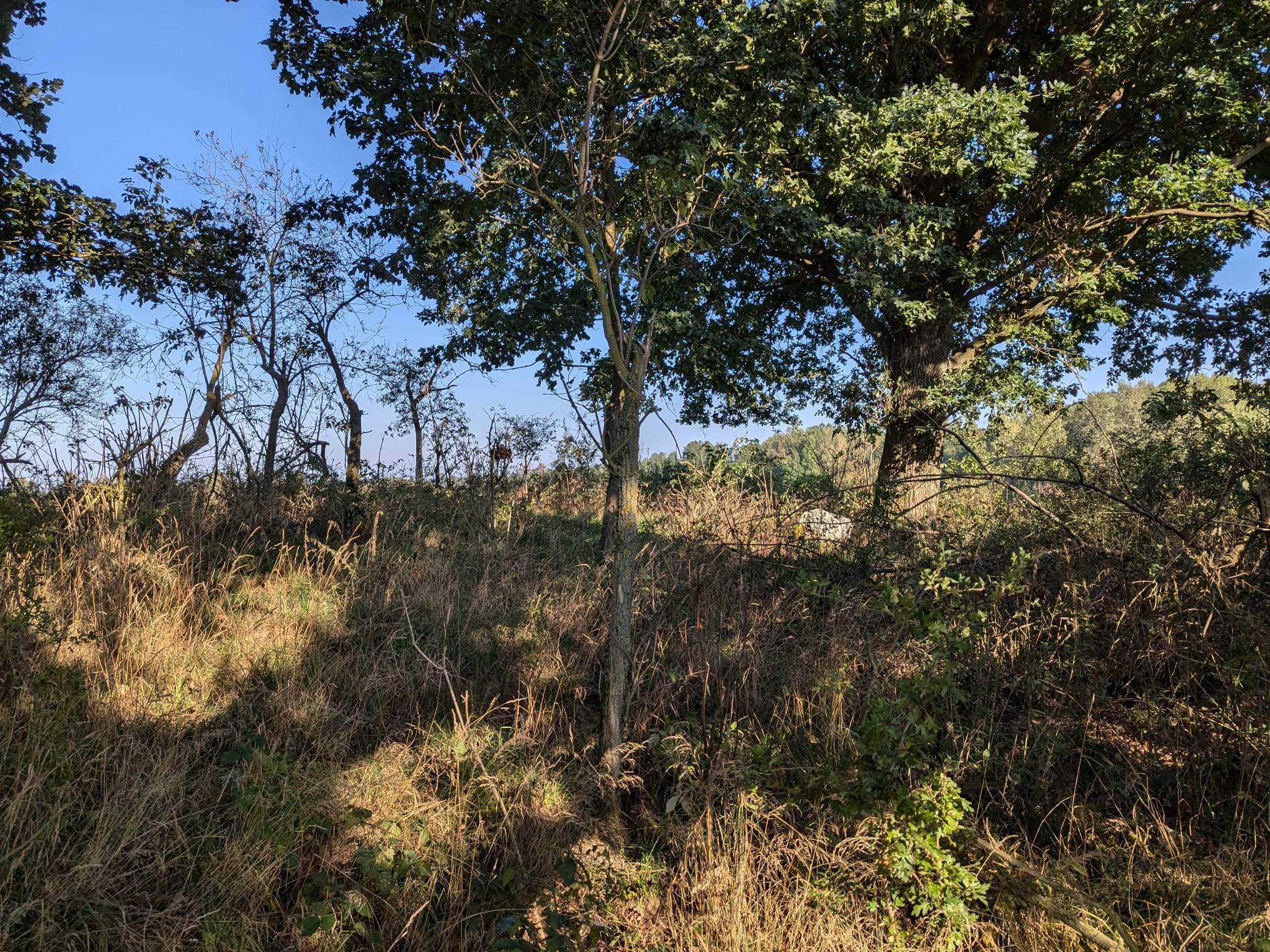
Wzniesienie, na którym znaleziono grób jeźdźca w Dobrocinie